# Nicolas Mathieu

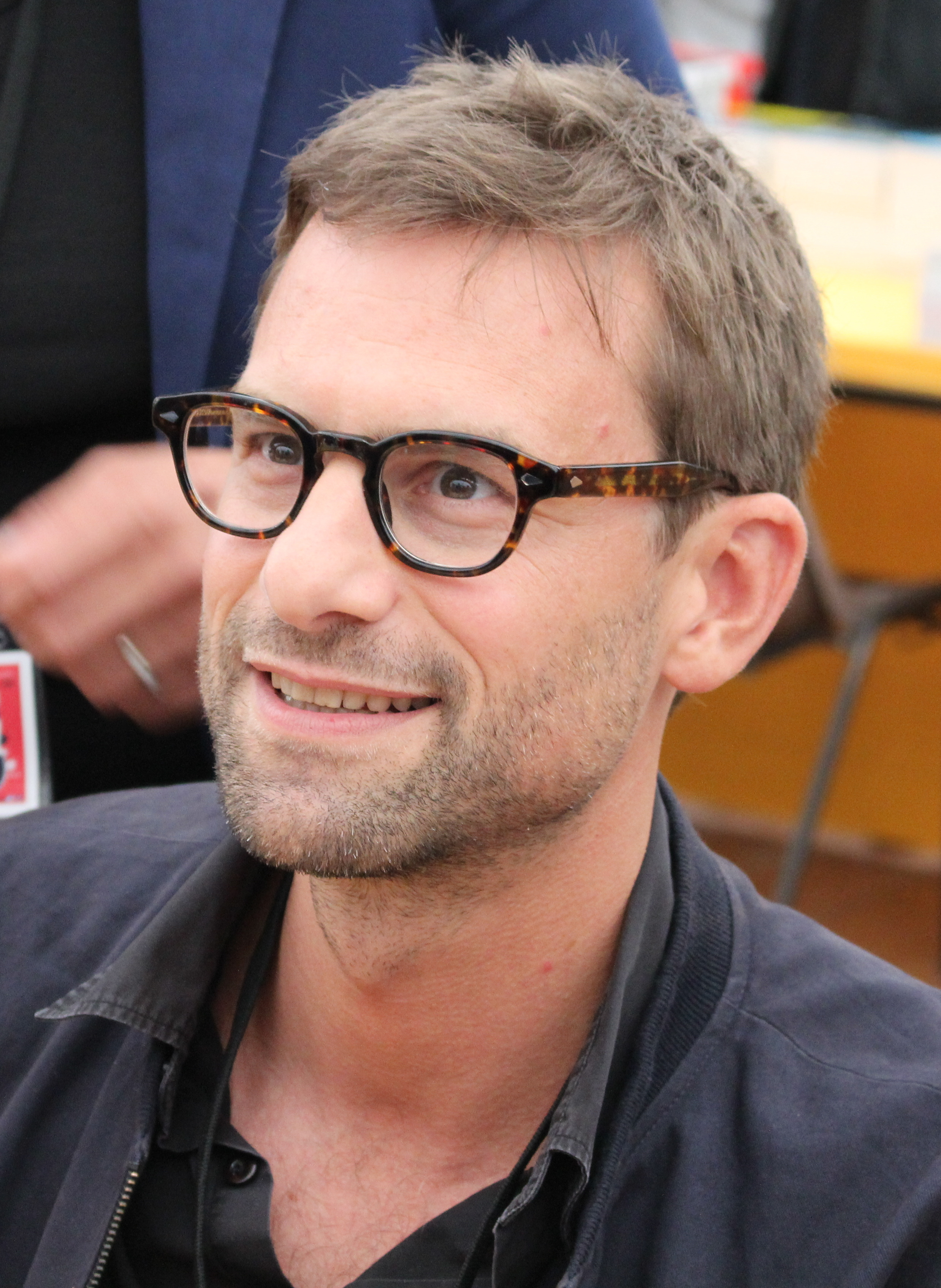
Nicolas Mathieu (2018)

Nicolas Mathieu (* 2. Juni 1978 in Épinal) ist ein französischer Schriftsteller und der Preisträger des Prix Goncourt 2018.

## Biographie
Nicolas Mathieu stammt aus Golbey, einer Gemeinde nördlich von Épinal im Département Vosges. Er studierte an der Universität in Metz Soziologie. Dort schloss er mit einer Arbeit zu Terrence Malick bei Jean-Marc Leveratto ab. Er veröffentlichte 2014 seinen ersten Roman Aux animaux la guerre. Der Roman wurde 2018 für eine sechsteilige Fernsehserie von France 3 adaptiert. Es folgte 2018 der Roman Leurs enfants après eux (dt. Wie später ihre Kinder),  der mit dem Prix Goncourt prämiert wurde. Nicolas Mathieu lebt in Nancy.

## Auszeichnungen
- 2014: Prix Erckmann-Chatrian für Aux animaux la guerre[7]
- 2015: Prix Mystère de la critique für Aux animaux la guerre[8]
- 2018: Prix Goncourt für Leurs enfants après eux

## Werke
- Aux animaux la guerre. Actes Sud, Arles 2014 ISBN 978-2-330-03037-7
- Leurs enfants après eux. Actes Sud, Arles 2018 ISBN 978-2-330-10871-7
  - Übers. Lena Müller, André Hansen: Wie später ihre Kinder. Hanser, Berlin 2019 ISBN 978-3-446-26412-0
    - Sammel-Rezension: Thomas Schaefer, Klassenbücher... arbeiten sich an der "Wut der abgehängten Unterschichten" ab. konkret, 12, Dezember 2019, S. 47 (3 Werke)
- Rose Royal. Babel, 2021 ISBN 978-2-330-14997-0
  - Übers. Lena Müller und André Hansen, Hanser, Berlin 2020, ISBN 978-3-446-26785-5
- Connemara. Actes Sud, Arles 2022, ISBN 978-2-330-15970-2
  - Übers. Lena Müller, André Hansen: Connemara. Hanser, Berlin 2022, ISBN 978-3-446-27377-1
- Le ciel ouvert. Actes Sud, Arles 2025,
  - Übers. Lena Müller, André Hansen: Jede Sekunde. Hanser, Berlin 2025, ISBN 978-3-446-28175-2